# Ерик Лундквист
Ерик Хјалмар Лундквист (швед. Erik Hjalmar Lundqvist; Гренгесберг, Лудвика, 29. јун 1908 — Гренгесберг, Лудвика, 7. јануар 1963) био је шведски атлетски репрезентативац специјалиста за бацање копља. Био је светски,
 олимпијски и национални рекордер и олимпијски победник у бацању копља.

## Спортска каријера
Са само 20 година Лундквист је победио на Летњим олимпијским играма 1928. у Амстердаму постављањем новог олимпијског рекорда 66,60 м. Дана 15. августа, 1928. у Стокхолму, постао је први спортиста на свету, који је успео да баци копље преко ознаке од 70 метара, резултатом 71,01 м са постављањем новог светског рекорда.